# ダニエル・カマレナ
ダニエル・リカルド・カマレナ（Daniel Ricardo Camarena、1992年11月9日 - ）は、アメリカ合衆国カリフォルニア州ボニータ出身の元プロ野球選手（投手）。左投左打。

## 経歴

### プロ入りとヤンキース傘下時代
2011年のMLBドラフト20巡目（全体629位）でニューヨーク・ヤンキースから指名され、同年8月16日にヤンキースと契約を結び入団。
2012年より傘下ルーキー級のガルフ・コーストリーグ・ヤンキースでキャリアを開始した。ヤンキース傘下では2017年までプレーし、最高で傘下AAA級スクラントン・ウィルクスバリ・レイルライダースまで昇格した。オフの11月6日にフリーエージェントとなった。
2018年1月8日にシカゴ・カブスとマイナー契約を結び、スプリングトレーニングには招待選手として参加することになった。4月3日にトレードでヤンキースに復帰した。同年も傘下AAA級スクラントンでプレーしていたが、5月20日に放出された。

### ジャイアンツ傘下時代
2018年5月24日にサンフランシスコ・ジャイアンツとマイナー契約を結ぶ。ジャイアンツ移籍後は主に傘下AAA級サクラメント・リバーキャッツでプレーした。オフの11月2日にFAとなった。

### ツインズ傘下時代
2019年1月19日にミネソタ・ツインズとマイナー契約を結ぶ。シーズン開幕後は傘下AAA級ロチェスター・レッドウイングスでプレーしていた。4月29日に放出された。

### ヤンキース傘下復帰
2019年5月8日にヤンキースと三たびマイナー契約を結ぶ。7月6日に40人枠入りし、メジャー初昇格を果たしたが、出場機会は無かった。翌日にマイナー降格。8月13日に放出された。

### パドレス時代
2020年2月13日にサンディエゴ・パドレスとマイナー契約を結んだが、この年はCOVID-19の影響でマイナーリーグの全試合が中止されたため、試合出場の機会はなかった。ただし、7月19日には同年のロースターに関する新規定によって設けられたプレーヤー・プールに登録され、代替トレーニング地にて調整を行っていた。
2021年は開幕から傘下AAA級エル・パソ・チワワズでプレーしていたが、6月18日にビジターゲーム時の予備登録選手（タクシー・スクワッド）に選抜され、翌19日にアクティブ・ロースター入りしてメジャーに昇格した。同日の対シンシナティ・レッズ戦（ペトコ・パーク）でメジャー初登板を果たし、2.2回3失点の投球内容だった。この試合後にいったんマイナー降格となったが、7月8日に再昇格し、同日の対ワシントン・ナショナルズ戦（ペトコ・パーク）で、3回6失点でノックアウトされた先発のダルビッシュ有の後を受けて4回から登板。2回2失点の内容だったが、4回裏二死満塁の場面でマイナーの同僚だった加藤豪将のバットを借りて打席に立つと、ナショナルズの先発投手だったマックス・シャーザーからMLB初安打を満塁本塁打で記録。前回登板時に1打席立っていたため初打席本塁打は逃したが、それでもパドレスの投手による満塁本塁打は1970年のマイク・コーキンス以来チーム史上2人目であり、またリリーフ投手による満塁本塁打は1985年のドン・ロビンソン（ピッツバーグ・パイレーツ）以来であるほか、投手のMLB初安打が満塁本塁打となった事例については1898年のビル・ダッグルビー（フィラデルフィア・フィリーズ）以来123年ぶりの記録となった。オフの11月7日にFAとなった。
2022年1月24日にマイナー契約でパドレスと再契約を結んで、翌25日に傘下のAAA級エルパソに配属された。 シーズン未登板のまま4月7日に一旦自由契約となった後、4月14日に新たなマイナー契約を結び直したが、4月19日にトミー・ジョン手術を受け、以後はリハビリのためシーズン終了となった。オフの11月6日にFAとなった。
2023年に手術から復帰し、2024年までパドレスの傘下マイナー球団でプレーしたが、メジャー昇格の機会はなかった。

### 現役引退後
2025年よりパドレス傘下ルーキー級アリゾナ・コンプレックスリーグ・パドレスの投手コーチを務める。

## 詳細情報

### 年度別投手成績
| 年 度    | 球 団    | 登 板 | 先 発 | 完 投 | 完 封 | 無 四 球 | 勝 利 | 敗 戦 | セ 丨 ブ | ホ 丨 ル ド | 勝 率 | 打 者 | 投 球 回 | 被 安 打 | 被 本 塁 打 | 与 四 球 | 敬 遠 | 与 死 球 | 奪 三 振 | 暴 投 | ボ 丨 ク | 失 点 | 自 責 点 | 防 御 率 | W H I P |
| -------- | -------- | ----- | ----- | ----- | ----- | -------- | ----- | ----- | -------- | ----------- | ----- | ----- | -------- | -------- | ----------- | -------- | ----- | -------- | -------- | ----- | -------- | ----- | -------- | -------- | ------- |
| 2021     | SD       | 6     | 0     | 0     | 0     | 0        | 0     | 1     | 0        | 0           | .000  | 47    | 9.1      | 16       | 2           | 3        | 1     | 0        | 7        | 0     | 0        | 12    | 10       | 9.64     | 2.04    |
| MLB：1年 | MLB：1年 | 6     | 0     | 0     | 0     | 0        | 0     | 1     | 0        | 0           | .000  | 47    | 9.1      | 16       | 2           | 3        | 1     | 0        | 7        | 0     | 0        | 12    | 10       | 9.64     | 2.04    |

### 背番号
- 72（2021年）